# القرصنة في الكاريبي

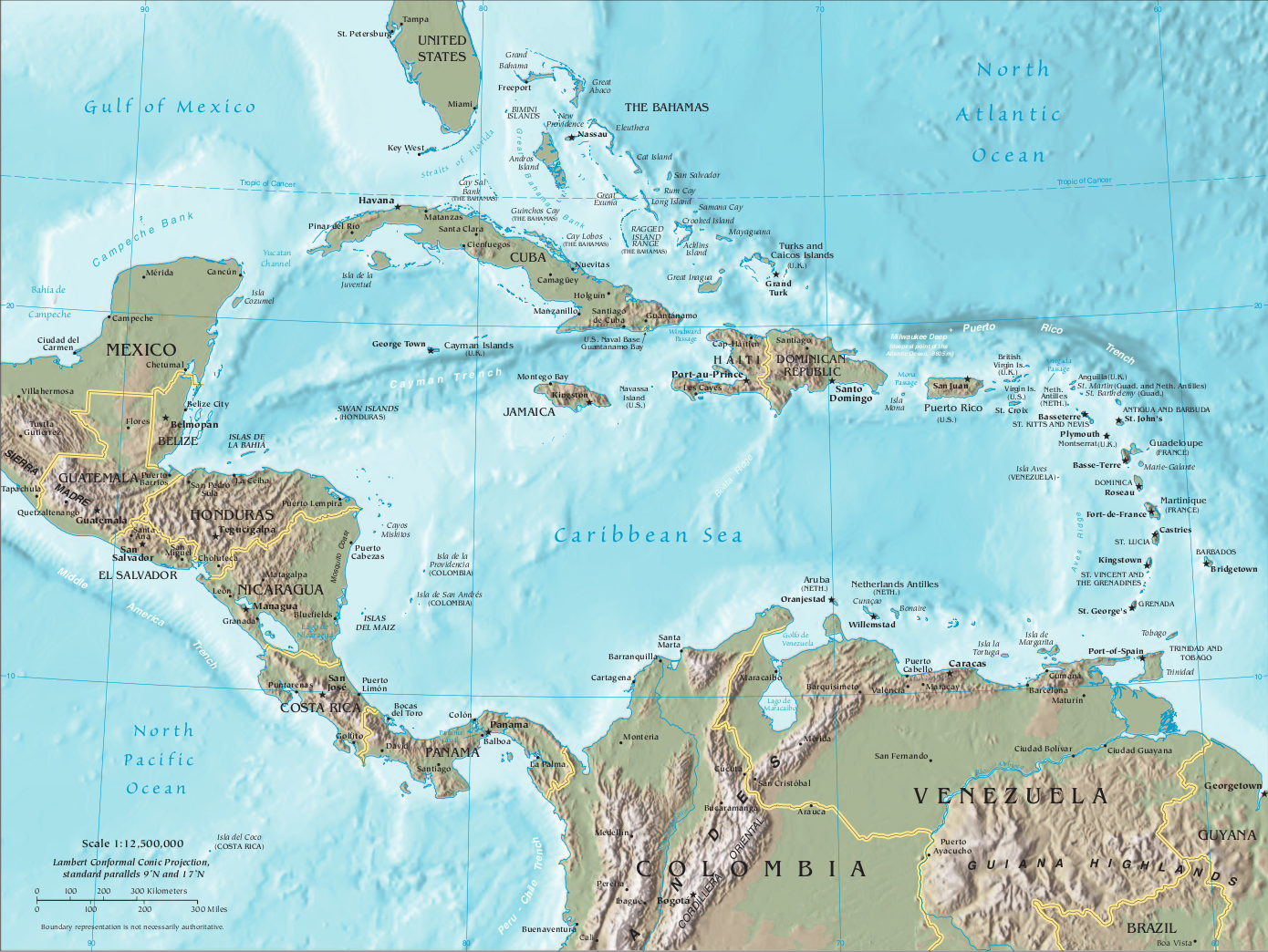
أمريكا الوسطى ومنطقة بحر الكاريبي

علم القراصنة في القرن الثامن عشر المنسوب لكاليكو جاك.

بدأ عصر القرصنة في الكاريبي في القرن السادس عشر وانتهى في ثلاثينيات القرن التاسع عشر بعد أن بدأت القوات البحرية لدول أوروبا الغربية وأمريكا الشمالية التي تمتلك مستعمرات في منطقة البحر الكاريبي في مكافحة القراصنة. امتدت الفترة التي حقق في خلالها القراصنة أكثر نجاحاتهم من ستينيات القرن السادس عشر وحتى ثلاثينيات القرن الثامن عشر. ازدهرت القرصنة في البحر الكاريبي بسبب وجود موانئ بحرية للقراصنة مثل بورت رويال في جامايكا وتورتوجا في هايتي وناساو في الباهاما. كانت القرصنة في البحر الكاريبي جزءًا من ظاهرة تاريخية أكبر للقرصنة موجودة بالقرب من طرق التجارة والاستكشاف الرئيسية في جميع المحيطات الخمسة تقريبًا.

## أسبابها
أعطيت القرصنة في بعض الأحيان غطاءً قانونيًا من قبل القوى الاستعمارية، وخاصة فرنسا تحت حكم الملك فرانسوا الأول (حكم منذ 1515 حتى 1547)، على أمل إضعاف احتكار إسبانيا والبرتغال للتجارة في المحيطين الأطلسي والهندي. عُرفت هذه القرصنة المعترف بها رسميًا باسم القرصنة الخاصة. منذ العام 1520 حتى 1560، كان القراصنة الفرنسيون الخاصون وحيدين في معركتهم ضد التاج الإسباني والتجارة الواسعة للإمبراطورية الإسبانية في العالم الجديد، لكن انضم إليهم الإنجليز والهولنديون في وقت لاحق.
أصبحت منطقة البحر الكاريبي مركزًا للتجارة والاستعمار الأوروبيين بعد ما اكتشف كولومبوس العالم الجديد لصالح إسبانيا في عام 1492. في معاهدة تورديسيلاس الموقعة عام 1493، قُسّم العالم غير الأوروبي بين الإسبان والبرتغاليين على طول خط يمتد من الشمال إلى الجنوب ويقع 370 فرسخًا غرب جزر الرأس الأخضر. أعطى هذا الاتفاق لإسبانيا السيطرة على الأمريكتين، وهو موقف كرره الإسبان لاحقًا مع منشور بابوي غير قابل للتنفيذ. على البر الرئيسي الإسباني، كانت المستوطنات الأولى الرئيسية هي كرتاجينة في كولومبيا الحالية وبورتو بيلو ومدينة بنما على برزخ بنما وسانتياغو على الساحل الجنوبي الشرقي لكوبا وسانتو دومينغو في جزيرة هيسبانيولا. في خلال القرن السادس عشر، كان الإسبان يستخرجون كميات كبيرة للغاية من الفضة من مناجم زاكاتيكاس في إسبانيا الجديدة (المكسيك) وبوتوسي في بوليفيا (المعروفة سابقًا باسم ألتو بيرو). جذبت شحنات الفضة الإسبانية الضخمة من العالم الجديد إلى العالم القديم القراصنة والقراصنة الفرنسيين الخاصين من أمثال فرانسوا لوكليرك أو جان فلوري، في منطقة البحر الكاريبي وعبر المحيط الأطلسي، على طول الطريق من البحر الكاريبي إلى إشبيلية.
لمكافحة هذا الخطر المستمر، تبنى الإسبان في ستينيات القرن الخامس عشر نظام القوافل. كان أسطول الكنوز أو فلوتا يبحر سنويًا من إشبيلية (ولاحقًا من قادس) في إسبانيا، ويحمل الركاب والقوات والسلع الأوروبية المصنعة إلى المستعمرات الإسبانية في العالم الجديد. على الرغم من أن هذه الشحنة كانت مربحة، إلا أنها كانت في الحقيقة مجرد شكل من أشكال الثقل بالنسبة للأسطول، حيث كان الغرض الحقيقي منها هو نقل قيمة عام من الفضة المستخرجة إلى أوروبا. كانت المرحلة الأولى في الرحلة نقل كل تلك الفضة المستخرجة من المناجم في بوليفيا وإسبانيا الجديدة في قافلة بغال تسمى قطار الفضة إلى ميناء إسباني رئيسي المستعمرات، عادة يقع على برزخ بنما أو فيراكروز في إسبانيا الجديدة. كانت تلتقي القافلة بقطار الفضة، وتفرغ حمولتها من البضائع المصنعة إلى التجار الاستعماريين الذين ينتظرون، ثم تحمل عنابرها البضائع الثمينة من الذهب والفضة، على هيئة سبائك أو عملات معدنية. حولت هذه العملية أسطول الكنوز الإسباني العائد إلى هدفٍ مغرٍ، على الرغم من أن القراصنة كانوا يتابعون الأسطول من بعيد منتظرين الفرصة لمهاجمة سفينة خرجت عن المجموعة، لأنهم يفضلون مهاجمة السفن الوحيدة بدل الاشتباك مع السفن الرئيسية جيدة التسليح. كان الطريق الكلاسيكي لأسطول الكنوز في منطقة البحر الكاريبي يمر عبر جزر الأنتيل الصغرى إلى الموانئ على طول الخط الرئيسي الإسباني الممتد على ساحل أمريكا الوسطى وإسبانيا الجديدة.

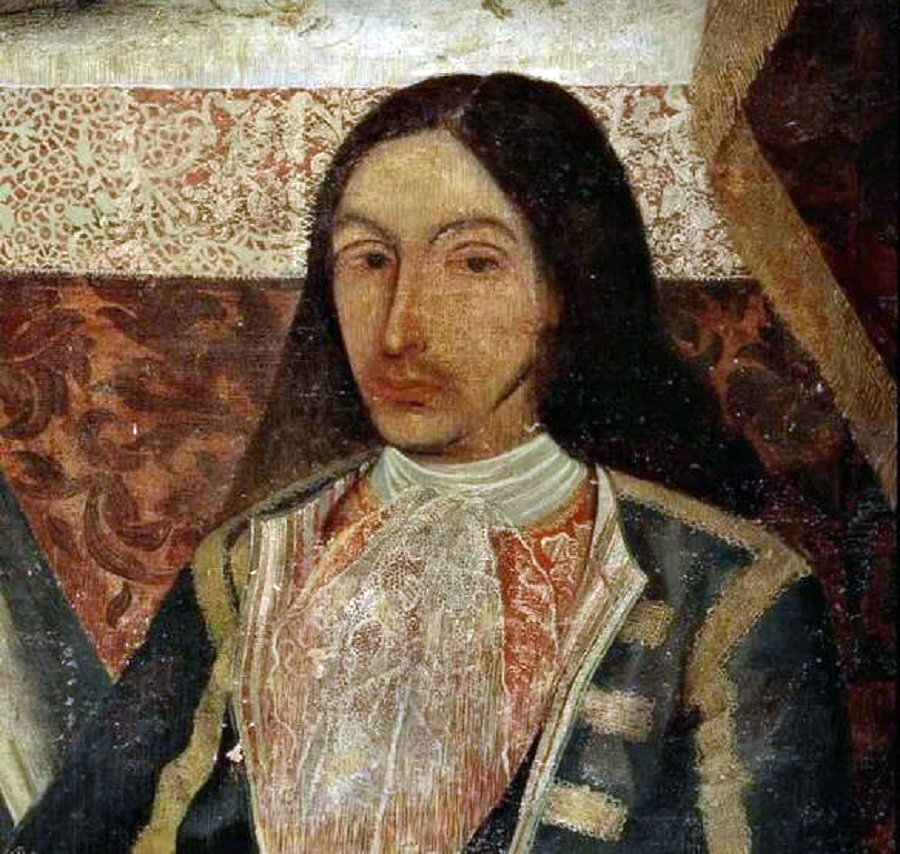
امارو البغروس كان أحد أشهر القراصنة خلال العصر الذهبي للقراصنة. عمل في قرصنة البحر الكاريبي وعاش في كوبا لمدة عشر سنوات.

بحلول ستينيات القرن السادس عشر، كانت المقاطعات الهولندية المتحدة وإنجلترا، وكلاهما دولتان بروتستانتيتان، تعارضان إسبانيا الكاثوليكية، أعظم قوة للمسيحية في القرن السادس عشر بشدّة، في الوقت الذي سعت فيه الحكومة الفرنسية لتوسيع مستعمراتها في العالم الجديد بعد أن أثبتت إسبانيا أنها يمكن أن تكون مربحة للغاية. كان الفرنسيون هم الذين أسسوا أول مستوطنة غير إسبانية في منطقة البحر الكاريبي عندما أسسوا حصن كارولين بالقرب مما يعرف الآن بجاكسونفيل بولاية فلوريدا عام 1564، على الرغم من أن المستوطنة سرعان ما قضى عليها هجوم إسباني من مستعمرة سانت أوغستين الأكبر. بما أن معاهدة تورديسيلاس قد أثبتت عدم قابليتها للتنفيذ، فقد اتفق المفاوضون الفرنسيون والإسبان شفهيًا على مفهوم جديد لـ «خطوط الصداقة»، حيث يكون الحد الشمالي هو مدار السرطان والحد الشرقي خط الطول الرئيسي الذي يمر عبر جزر الكناري. أما في المناطق الممتدة في جنوب هذه الخطوط وغربها، لا يمكن ضمان حماية لأي سفينة غير إسبانية، في مفهوم عرف باسم «لا سلام خارج الخط». نشط قراصنة ومستوطنون إنجليزيون وهولنديون وفرنسيون في هذه المنطقة حتى في أوقات السلم الاسمي مع الإسبان.
على الرغم من أن الإسبان كانوا أقوى دولة في العالم المسيحي في ذلك الوقت، إلا أنهم لم يتمكنوا من تحمل وجود عسكري كافٍ للسيطرة على مثل هذه المساحة الشاسعة من المحيط أو فرض قوانين التجارة الإقصائية. سمحت هذه القوانين للتجار الإسبان بالتجارة حصريًا مع مستعمري الإمبراطورية الإسبانية في الأمريكتين. تسبّب هذا الترتيب بتهريب مستمر مخالف لقوانين التجارة الإسبانية، وأدى لمحاولات جديدة للاستعمار في منطقة الكاريبي في وقت السلم من قبل إنجلترا وفرنسا وهولندا. كلما أعلنت حرب في أوروبا بين القوى العظمى، كانت النتيجة دائمًا انتشار القرصنة والقرصنة الخاصة في جميع أنحاء منطقة البحر الكاريبي.
اندلعت الحرب الإنجليزية الإسبانية بين عامي 1585 و1604 بسبب النزاعات التجارية في العالم الجديد. ساهمت العديد من العوامل منها التركيز على استخراج الثروة المعدنية والزراعية من العالم الجديد بدلاً من بناء مستوطنات منتجة ومستدامة ذاتيًا في مستعمراته والتضخم الذي غذته شحنات الذهب والفضة إلى أوروبا الغربية وجولات الحروب المكلفة التي لا تنتهي في أوروبا والأرستقراطية التي استهزأت بالفرص التجارية واستخفت بها إضافة إلى نظام الرسوم والتعريفات غير الفعال الذي أعاق الصناعة، كل هذا العوامل ساهمت في تراجع إسبانيا خلال القرن السابع عشر. لكن التجارة المربحة للغاية استمرت بين المستعمرات الإسبانية، والتي استمرت في التوسع حتى بداية القرن التاسع عشر.
في هذه الأثناء، في منطقة البحر الكاريبي، أدى وصول الأمراض الأوروبية مع كولومبوس إلى خفض أعداد السكان الأمريكيين الأصليين، فانخفض عدد السكان الأصليين لإسبانيا الجديدة بنسبة تصل إلى 90% عن أعدادهم الأصلية في القرن السادس عشر. أدت هذه الخسارة في عدد السكان الأصليين بإسبانيا الجديدة إلى الاعتماد بشكل متزايد على العبيد الأفارقة لإدارة المستعمرات الإسبانية في أمريكا ومزارعها ومناجمها، كما قدمت تجارة الرقيق عبر المحيط الأطلسي مصادر جديدة للربح بالنسبة للعديد من التجار الإنجليز والهولنديين والفرنسيين. لكن الفراغ النسبي لمنطقة البحر الكاريبي جعلها أيضًا مكانًا جذابًا لإنجلترا وفرنسا وهولندا لإنشاء مستعمرات خاصة بهم، خاصة وأن الذهب والفضة أصبحا أقل أهمية كسلع يُستولى عليها وتُستبدل بالتبغ والسكر كنقد.
مع ضعف القوة العسكرية الإسبانية في أوروبا، انتهك تجار الدول الأخرى قوانين التجارة الإسبانية في العالم الجديد بوتيرة أكبر. أصبح الميناء الأسباني في جزيرة ترينيداد قبالة الساحل الشمالي لأمريكا الجنوبية نقطة اتصال رئيسية بين جميع الدول التي تمتلك وجودًا في منطقة البحر الكاريبي.